# Liste der Brücken über die Tamina
Die Liste der Brücken über die Tamina enthält die Brücken der Tamina von der Quelle unterhalb des Piz Sardona im Calfeisental bis zur Mündung bei Bad Ragaz in den Alpenrhein.

## Brückenliste
32 Übergänge führen über den Fluss: 16 Fussgängerbrücken, 13 Strassen- und Feldwegbrücken, zwei befahr- und begehbare Staumauerkronen und eine Rohrbrücke.

### Calfeisental
5 Übergänge überspannen den Fluss im oberen Abschnitt der Tamina.
| Bild | Name                             | Ort    | Lage | Funktion                                                                          | Konstruktion | Material | Länge in m | Höhe m ü. M. | Bemerkungen |
| ---- | -------------------------------- | ------ | ---- | --------------------------------------------------------------------------------- | ------------ | -------- | ---------- | ------------ | --- |
|      | Unbenannte Brücke                | Vättis |      | Fussgängerbrücke                                                                  | Balkenbrücke | Holz     | 10         | 1734         | Bergwanderweg zur Sardonahütte |
|      | Unbenannte Brücke                | Vättis |      | Feldwegbrücke                                                                     | Balkenbrücke | Holz     | 15         | 1574         | Zufahrt zur Vordere Ebni |
|      | Unbenannte Brücke                | Vättis |      | Strassenbrücke (einspurig)                                                        | Balkenbrücke | Beton    | 20         | 1340         | Höchstgeschwindigkeit 80 km/h, Höchsthöhe 2,5 m, Höchstbreite 2,4 m Mountainbike–Route 9 Calfeisental (Vättis–Alp Sardona–Vättis) Wanderweg Die Strasse nach St. Martin ist im Winter wegen Lawinengefahr gesperrt.                |
|      | Staumauer Gigerwald-Übergang     | Vättis |      | Strassenbrücke (zweispurig) mit markierten Parkplätzen und Fussweg auf Mauerkrone | Talsperre    | Beton    | 340        | 1337         | Doppelt gekrümmte Betonbogenstaumauer, gebaut 1976 Höchstgeschwindigkeit 80 km/h PostAuto-Buslinie 451 (Bad Ragaz – Pfäfers – Valens – Vättis – Gigerwald) Mountainbike–Route 9 Calfeisental (Vättis–Alp Sardona–Vättis) Wanderweg |
|      | Roter Herd-Brücke («Isig Brugg») | Vättis |      | Strassenbrücke (zweispurig)                                                       | Balkenbrücke | Beton    | 17         | 1057         | Höchstgeschwindigkeit 80 km/h PostAuto-Buslinie 451 (Bad Ragaz – Pfäfers – Valens – Vättis – Gigerwald) Wanderweg Mountainbike–Route 9 Calfeisental (Vättis–Alp Sardona–Vättis)                                                    |

### MittleresTaminatal
12 Übergänge überspannen den Fluss im mittleren Vättnertal.
| Bild | Name                                       | Ort    | Lage | Funktion                                                  | Konstruktion           | Material   | Länge in m | Höhe m ü. M. | Bemerkungen |
| ---- | ------------------------------------------ | ------ | ---- | --------------------------------------------------------- | ---------------------- | ---------- | ---------- | ------------ | --- |
|      | Unbenannter Steg                           | Vättis |      | Fussgängerbrücke mit Treppe                               | Balkenbrücke           | Holz Beton | 12         | 951          | Holzbalkenbrücke auf Betonfundamenten Übergang ist nicht behindertengerecht |
|      | Calfeisenstrasse-Brücke                    | Vättis |      | Strassenbrücke (zweispurig)                               | Balkenbrücke           | Beton      | 25         | 941          | Höchstgeschwindigkeit 40 km/h PostAuto-Buslinie 451 (Bad Ragaz – Pfäfers – Valens – Vättis – Gigerwald) Mountainbike–Route 9 Calfeisental (Vättis–Alp Sardona) |
|      | Kulturbrücke                               | Vättis |      | Fussgänger-Brücke                                         | Balkenbrücke           | Holz       | 20         | 941          | Triangulärer Fussgänger-Brückenplatz mit Sitzbänken |
|      | Platz-Brücke                               | Vättis |      | Strassenbrücke (zweispurig) mit Trottoirs                 | Balkenbrücke           | Beton      | 15         | 941          | Höchstgeschwindigkeit 40 km/h PostAuto-Buslinie 451 (Bad Ragaz – Pfäfers – Valens – Vättis – Gigerwald) Mountainbikeland-Route 90 Graubünden Bike (Etappe 2 Laax–Untervaz), Route 482 Kunkels Bike (Bad Ragaz–Tamins) und Route 9 Calfeisental (Alp Sardona–Vättis) |
|      | Stegstrasse-Brücke                         | Vättis |      | Strassenbrücke (einspurig)                                | Balkenbrücke           | Holz       | 20         | 913          | |
|      | Unbenannte Brücke                          | Vättis |      | Fussgängerbrücke (beschädigt)                             | Balkenbrücke           | Stahl      | 12         | 904          | Brücke ist wegen fehlendem Boden unbegehbar |
|      | Schüelenbrücke                             | Vättis |      | Strassenbrücke (ehemalig), dient heute als Geräteschuppen | Townscher Lattenträger | Holz Stahl | 25         | 888          | Historische gedeckte Holzbrücke, gebaut 1860 Eine der wenigen noch erhaltenen Townschen Lattenbrücken der Schweiz Zum Schutze der engmaschigen Town'schen Gitterkonstruktion bleibt das Innere mit Toren verschlossen, dient dem Strassenbauamt als Magazin         |
|      | Vättnerstrasse-Brücke                      | Vättis |      | Strassenbrücke (zweispurig)                               | Balkenbrücke           | Beton      | 28         | 888          | Höchstgeschwindigkeit 80 km/h PostAuto-Buslinie 451 (Bad Ragaz – Pfäfers – Valens – Vättis – Gigerwald) Mountainbikeland-Route 90 Graubünden Bike (Etappe 2 Laax–Untervaz) und Route 482 Kunkels Bike (Bad Ragaz–Tamins)                                            |
|      | Unbenannter Steg                           | Vättis |      | Fussgängerbrücke                                          | Balkenbrücke           | Holz       | 25         | 873          | Wanderweg |
|      | Unbenannte Brücke                          | Vättis |      | Fussgänger- und Velobrücke                                | Balkenbrücke           | Stahl      | 18         | 871          | Metallbalkenbrücke mit Holzsteg Mountainbikeland-Route 482 Kunkels Bike (Bad Ragaz–Tamins) |
|      | Staudamm Mapragg-Übergang (Vasönerstrasse) | Vadura |      | Strassenbrücke (zweispurig) mit Trottoirs auf Mauerkrone  | Talsperre              | Beton      | 132        | 870          | Betonstaumauer, gebaut 1972/73 PostAuto-Buslinie 451 (Bad Ragaz – Pfäfers – Valens – Vättis – Gigerwald) |
|      | Rauslisweg-Brücke                          | Vasön  |      | Fussgängerbrücke                                          | Balkenbrücke           | Holz       | 10         | 754          | Bergwanderweg |

### Taminaschlucht
7 Brücken überspannen den Fluss in der Schlucht. Der Schluchtenbus 453 fährt während der Saison von Bad Ragaz nach Bad Pfäfers.
| Bild | Name                           | Ort                 | Lage | Funktion                        | Konstruktion   | Material    | Länge in m | Höhe m ü. M. | Bemerkungen |
| ---- | ------------------------------ | ------------------- | ---- | ------------------------------- | -------------- | ----------- | ---------- | ------------ | --- |
|      | Naturbrücke                    | Bad Pfäfers         |      | Fussgängerbrücke                | Furt           | Erdboden    | 22         | 775          | Wanderland-Route 937 Taminaschlucht Rundtour (Bad Ragaz–Bad Ragaz) |
|      | Unbenannte Brücke              | Bad Pfäfers         |      | Fussgängerbrücke                | Bogenbrücke    | Stein       | 30         | 670          | Zugang zur Taminaschlucht mit Weg durch das Felsinnere am kleinen Thermalwasserbrunnen (36,5 °C) vorbei bis zur Quellwasser-Grotte |
|      | Unbenannter Steg               | Pfäfers             |      | Fussgängerbrücke                | Balkenbrücke   | Stahl       | 20         | 631          | Metallbalkenbrücke mit Holzsteg Wanderweg |
|      | Taminabrücke (Valenserstrasse) | Valens – Pfäfers    |      | Strassenbrücke (zweispurig) 76  | Bogenbrücke    | Beton Stahl | 475        | 596          | Gebaut 2013–2016, eröffnet Juni 2017 Mit einer Spannweite von 260 m ist sie die grösste Bogenbrücke der Schweiz Höchstgeschwindigkeit 80 km/h PostAuto-Buslinien 451 (Bad Ragaz – Pfäfers – Valens – Vättis – Gigerwald) und 452 (Bad Ragaz – Valens (Expressbus)) |
|      | Unbenannte Brücke              | Bad Ragaz – Pfäfers |      | Werkbrücke mit Treppe und Toren | Balkenbrücke   | Beton       | 20         | 560          | Obere Infrastrukturbrücke des Grand Resort Bad Ragaz Betreten verboten |
|      | Unbenannte Brücke              | Bad Ragaz           |      | Werkbrücke mit Treppe und Toren | Balkenbrücke   | Beton       | 20         | 526          | Untere Infrastrukturbrücke des Grand Resort Bad Ragaz Betreten verboten |
|      | Tobelbrücke (Oberer Badweg)    | Bad Ragaz           |      | Strassenbrücke (einspurig)      | Fachwerkbrücke | Stahl       | 25         | 519          | Private Stahlträgerbrücke mit Fachwerkunterbau, gebaut ca. 1898 Allgemeines Fahrverbot |

### Bad Ragaz
8 Brücken überspannen den Fluss im Kurort.
| Bild | Name                                             | Ort       | Lage | Funktion                                     | Konstruktion   | Material | Länge in m | Höhe m ü. M. | Bemerkungen |
| ---- | ------------------------------------------------ | --------- | ---- | -------------------------------------------- | -------------- | -------- | ---------- | ------------ | --- |
|      | Wasserrohr-Brücke                                | Bad Ragaz |      | Rohrleitungsbrücke                           | Hängebrücke    | Stahl    | 20         | 517          | |
|      | Pfäferserstrasse-Brücke (Bernhard-Simon-Strasse) | Bad Ragaz |      | Strassenbrücke (zweispurig) mit Trottoirs 76 | Bogenbrücke    | Stein    | 30         | 516          | Höchstgeschwindigkeit 50 km/h, Höchstgewicht 28 t, Mindestabstand 30 m (Lastwagen) PostAuto-Buslinien 451 (Bad Ragaz – Pfäfers – Valens – Vättis – Gigerwald) und 452 (Bad Ragaz – Valens (Expressbus)) Wanderweg |
|      | Löwenbrücke                                      | Bad Ragaz |      | Fussgängerbrücke                             | Fachwerkbrücke | Stahl    | 15         | 516          | Filigrane Stahlfachwerkbrücke mit Geranienschmuck an den Brüstungen Wanderweg |
|      | Maienfelderstrasse-Brücke                        | Bad Ragaz |      | Strassenbrücke (zweispurig) mit Trottoirs    | Balkenbrücke   | Beton    | 20         | 514          | Höchstgeschwindigkeit 50 km/h PostAuto-Buslinie 456 (Bad Ragaz, Bahnhof – Pizolbahn (Ortsbus)) |
|      | Torkelgässli-Steg                                | Bad Ragaz |      | Fussgängerbrücke                             | Balkenbrücke   | Holz     | 15         | 511          | Übergang ist nicht behindertengerecht (Treppe) |
|      | Sandbrücke                                       | Bad Ragaz |      | Strassenbrücke (zweispurig) mit Trottoirs    | Balkenbrücke   | Beton    | 20         | 508          | Höchstgeschwindigkeit 50 km/h |
|      | Allmendweg-Brücke                                | Bad Ragaz |      | Fussgängerbrücke                             | Fachwerkbrücke | Stahl    | 20         | 505          | |
|      | Erlenweg-Brücke                                  | Bad Ragaz |      | Fussgänger- und Velobrücke                   | Fachwerkbrücke | Stahl    | 25         | 502          | Ersetzte offene Holzbrücke Am Metallgeländer hängen Liebesschlösser Verbot für Tiere (Pferd) Wanderland-Route 937 Taminaschlucht Rundtour (Bad Ragaz–Bad Ragaz)                                                   |